# Tanjung Bungo (Limbur Lubuk Mengkuang)
Tanjung Bungo is een bestuurslaag in het regentschap Bungo van de provincie Jambi, Indonesië. Tanjung Bungo telt 321 inwoners (volkstelling 2010).